# Peter Morgan

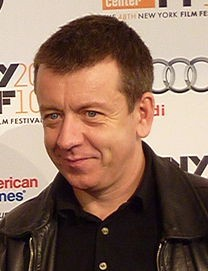
Peter Morgan (2010)

Peter Morgan CBE (* 10. April 1963 in London) ist ein britischer Drehbuchautor. Bekannt wurde er als Drehbuchautor historischer Stoffe wie Die Queen oder Frost/Nixon. Für Netflix fungierte Morgan als Showrunner der Fernsehserie The Crown (2016–2023).

## Leben
Morgan ist der Sohn von Flüchtlingen, sein Vater Arthur Morgenthau war ein deutscher Jude, seine Mutter eine polnische Katholikin.
Er studierte an der Universität Leeds. 2003 verfasste er das Drehbuch zu The Deal, einem Fernsehfilm, der das politische Abkommen zwischen Tony Blair und Gordon Brown behandelte. 2006 wurde Morgans erstes Theaterstück Frost/Nixon im Donmar Warehouse uraufgeführt: Darin geht es um das Fernsehinterview des britischen Fernsehjournalisten David Frost mit dem früheren US-Präsidenten Richard Nixon. Für sein Drehbuch zu Die Queen (2006, Regie Stephen Frears) erhielt er 2007 einen Golden Globe Award und Nominierungen für den Oscar und den Europäischen Filmpreis. Ebenfalls 2006 schrieb er am Drehbuch zu Der letzte König von Schottland über den ugandischen Diktator Idi Amin mit, was ihm 2007 den BAFTA Award einbrachte. Für sein Filmskript zu Ron Howards Theaterverfilmung Frost/Nixon erhielt er 2008 den Satellite Award sowie 2009 weitere Nominierungen für den Golden Globe Award und den Oscar.
2016 entwickelte er die vom Online-Streaming-Dienst Netflix produzierte Drama-Serie The Crown. Die erste Staffel der Serie wurde 2016 mit dem Satellite Award und 2017 mit dem Golden Globe Award als beste Drama-Serie ausgezeichnet.
Am 22. April 2017 wurde ihm die Romy, ein österreichischer Film- und Fernsehpreis in der Kategorie „International“ verliehen.

## Persönliches
1997 heiratete Morgan seine österreichische Frau Lila, eine Tochter von Karel Schwarzenberg. Sie haben zusammen fünf Kinder. Die Familie lebte bis 2006 in Battersea und danach in Wien. Im Jahr 2014 trennte sich das Paar und Peter Morgan zog wieder zurück nach London. Von 2016 bis 2020 war er in einer Beziehung mit Gillian Anderson.
Bei der Neujahrsehrung 2016 wurde Morgan von Königin Elisabeth II. zum Commander of the British Empire (CBE) ernannt. Im vorangegangenen Jahr 2015 war in der Reihe „Unterwegs mit …“ des jüdischen Magazins NU eine Mischung aus Porträt und Interview erschienen, worin zu lesen war, dass Morgan, obwohl er sich schon seit Jahren mit der Königin beschäftigte, keine Lust habe, sie kennenzulernen. Dazu wird er zitiert mit: „Das hätte ich […] der Queen gesagt: Sie sind kalt, Sie sind engstirnig, Sie sind arrogant, Sie sind verloren, und genau das werde ich beschreiben.“

## Filmografie (Auswahl)
- 1990: Dear Rosie
- 1992: Der Klang der Stille (The silent touch)
- 1998: Martha trifft Frank, Daniel & Laurence (Martha – meet Frank, Daniel und Laurence)
- 2003: Doppelspitze (The Deal, Fernsehfilm)
- 2005: Colditz – Flucht in die Freiheit (Colditz, Fernsehfilm)
- 2006: Der letzte König von Schottland – In den Fängen der Macht (The Last King of Scotland)
- 2006: Die Queen (The Queen)
- 2006: Die Moormörderin von Manchester (Longford, Fernsehfilm)
- 2008: Die Schwester der Königin (The Other Boleyn Girl)
- 2008: Frost/Nixon
- 2009: The Damned United – Der ewige Gegner (The Damned United)
- 2010: Hereafter – Das Leben danach (Hereafter)
- 2010: The Special Relationship (Fernsehfilm)
- 2011: 360
- 2013: Rush – Alles für den Sieg (Rush)
- 2014: Die verlorene Ehre des Christopher Jefferies (The Lost Honour of Christopher Jefferies, Fernsehzweiteiler)
- 2016–2023: The Crown (Fernsehserie)
- 2018: Bohemian Rhapsody